# Holopogon fisheri
Holopogon fisheri är en tvåvingeart som beskrevs av Martin 1967. Holopogon fisheri ingår i släktet Holopogon och familjen rovflugor. Inga underarter finns listade i Catalogue of Life.